# Anadoras insculptus
Anadoras insculptus är en fiskart som först beskrevs av Miranda Ribeiro 1912.  Anadoras insculptus ingår i släktet Anadoras och familjen Doradidae. Inga underarter finns listade i Catalogue of Life.